# Reservations for Two
| Оценки критиков               | Оценки критиков |
| Источник                      | Оценка          |
| ----------------------------- | --------------- |
| AllMusic                      | [ 1 ]           |
| Encyclopedia of Popular Music | [ 2 ]           |
| The Rolling Stone Album Guide | [ 3 ]           |

Reservations for Two — двадцать седьмой студийный альбом американской певицы Дайон Уорвик, выпущенный в 1987 году на лейбле Arista Records. Продюсером альбома стал Клайв Дэвис.
Пластинка заняла 56 место в чарте Billboard Top 200 Albums и 32 место в чарте Top Black Albums. С альбома было выпущено три сингла, включая хит «Love Power», который достиг первого места в чарте Adult Contemporary.

## Список композиций
| №  | Название                                           | Автор(ы)                                        | Длительность |
| -- | -------------------------------------------------- | ----------------------------------------------- | ------------ |
| 1. | «Love Power» (duet with Jeffrey Osborne)           | Берт Бакарак, Кэрол Байер-Сейджер               | 4:32         |
| 2. | «Close Enough»                                     | Дэвид Лесли, Вилли Уилкокс                      | 4:11         |
| 3. | «You’re My Hero» (duet with Smokey Robinson)       | Смоки Робинсон, Айвори Стоун                    | 4:41         |
| 4. | «In a World Such as This»                          | Берт Бакарак, Кэрол Байер-Сейджер, Брюс Робертс | 4:16         |
| 5. | «Another Chance to Love» (duet with Howard Hewett) | Альберт Хаммонд, Сью Шифрин                     | 4:08         |

| №   | Название                                      | Автор(ы)                                        | Длительность |
| --- | --------------------------------------------- | ----------------------------------------------- | ------------ |
| 6.  | «Reservations for Two» (duet with Kashif)     | Тина Кларк, Натан Ист, Гэри Прим                | 4:22         |
| 7.  | «Cry On Me»                                   | Джерри Найт, Аарон Зигман                       | 4:09         |
| 8.  | «Heartbreak of Love» (duet with June Pointer) | Берт Бакарак, Кэрол Байер-Сейджер, Дайан Уоррен | 3:52         |
| 9.  | «For Everything You Are»                      | Кэрол Коннорс, Ли Холдридж                      | 3:50         |
| 10. | «No One in the World»                         | Кен Хирш, Марта Шаррон                          | 3:33         |

## Чарты
| Чарт (1987)                            | Высшая позиция |
| -------------------------------------- | -------------- |
| Канада (RPM Top Albums/CDs)            | 87             |
| США (Billboard 200)                    | 56             |
| США (Billboard Top R&B/Hip-Hop Albums) | 32             |
| Швеция (Sverigetopplistan)             | 14             |